# Охридский апостол
Охридский апостол — среднеболгарский письменный памятник Охридской книжной школы. По мнению большинства ученых, создан в XII веке, однако русский исследователь Анатолий Турилов датирует его между 1225 и 1227 годами, во времена архиепископа Димитрия Хоматиана. Состоит из 112 пергаментных листов. Написан кириллицей, с глаголическими вкраплениями, одним основным писцом и его несколькими помощниками. Существует предположение, что текст основан на глаголическом источнике. Представляет собой краткий изборный Апостол (отрывки из апостольских Деяний и Посланий для чтения во время богослужения). В конце — церковный календарь (месяцеслов) со славянскими названиями месяцев.
Рукопись нашел в 1845 году Виктор Григорович в охридской кафедральной церкви Св. Климента, за что её и назвали Охридским апостолом. Хранится в Российской государственной библиотеке под шифром фонд 1706 (Григорович) № 13 / М. 1695.

## Издания
- Кульбакин, С. М. Охридская рукопись Апостола конца XII века. Български старини. Т. 3. С., 1907

## Исследования
- Мирчев, К. Към езиковата характеристика на Охридския апостол от XII век. — В: Климент Охридски: сборник от статии по случай 1050 години от смъртта му. С., 1966, 107—120
- Турилов, А. А. Еще один след глаголицы в месяцеслове Охридского Апостола. — Slovo, 56/57, 2006—2007, 571-577 Архивная копия от 26 июня 2020 на Wayback Machine
- Овчаров, Н. Проучвания върху средновековието и по-новата история на Вардарска Македония. Ново след Йордан Иванов. Университетско издателство «Св. Климент Охридски», София, 1994, 19 Архивная копия от 2 мая 2014 на Wayback Machine